# Euminucia ligulifera
Euminucia ligulifera är en fjärilsart som beskrevs av Embrik Strand 1913. Euminucia ligulifera ingår i släktet Euminucia och familjen nattflyn. Inga underarter finns listade i Catalogue of Life.